# Laura Howard
Laura Howard, angleška igralka, * 1977.
Howardova je verjetno najbolj poznana po vlogi Cully Barnaby v britanski kriminalni nanizanki Umori na podeželju.
Rodila se je pod imenom Laura Simmons v Chiswicku, London. Njena prva večja vloga je prišla leta 1992, ko se je prelevila v najstniško hčerko Tammy Rokeby v BBC-jevi humoristični nanizanki So Haunt Me. Od tedaj je odigrala tudi zvezdniško vlogo v drami Jacka Rosenthala Eskimo Day in njenem nadaljevanju Cold Enough For Snow. Njeni drugi televizijski nastopi so še Soldier Soldier, The Bill, Doctors in Casualty.